# 사탄은 없다
사탄은 없다(Sheytan vojud nadarad, There Is No Evil)는 이란에서 제작된 모함마드 라술로프 감독의 2020년 드라마 영화이다. 바란 라술로프 등이 주연으로 출연하였고 모함마드 라술로프 등이 제작에 참여하였다.
이 영화는 이란에서 금지되었으며 감독은 비밀리에 녹화를 진행했다.

## 출연

### 주연
- 바란 라술로프

### 조연
- 카베 행어
- 에산 미르호시니
- 모하마드 소데기마하
- 샤히 질라